# Секст Тициний (народный трибун)
Секст Тици́ний (лат. Sextus Titinius; умер после 439 года до н. э.) — римский государственный и политический деятель из плебейского рода Тициниев, народный трибун 439 года до н. э.

## Биография
В 439 году до н. э., после убийства богатого римского хлеботорговца Спурия Мелия, во время голода продававшего хлеб по низкой цене и обвинённого в попытке узурпации власти, Секст Тициний со своими коллегами, Квинтом Цецилием и Квинтом Юнием, добились созыва народного собрания для выборов на 438 год до н. э. консулярных трибунов вместо консулов.